# Fenerbahçe Spor Kulübü 2024-2025 (pallacanestro maschile)
Questa voce raccoglie le informazioni riguardanti il Fenerbahçe Spor Kulübü nelle competizioni ufficiali della stagione 2024-2025.

## Stagione
La stagione 2024-2025 del Fenerbahçe è la 59ª nel massimo campionato turco di pallacanestro, la Basketbol Süper Ligi.
All'inizio della nuova stagione la Federazione decise di modificare il regolamento riguardo al numero di giocatori stranieri consentiti per ogni squadra che così venne allargato a sette. Inoltre, per tutta la durata della gara, le squadre devono schierare nel quintetto in campo almeno 1 giocatore di nazionalità turca.

## Roster
Aggiornato al 17 agosto 2024.
| Fenerbahçe Beko 2024-25 | Fenerbahçe Beko 2024-25 |
| Giocatori               | Staff tecnico           |
| ----------------------- | ----------------------- |

| N. | Naz.                                                 | Ruolo | Nome                 | Anno | Alt.   | Peso   |  |
| -- | ---------------------------------------------------- | ----- | -------------------- | ---- | ------ | ------ |  |
| 0  | Stati Uniti (bandiera)                               | PG    | Errick McCollum      | 1988 | 188 cm | 87 kg  |  |
| 1  | Turchia (bandiera)                                   | AG    | Metecan Birsen       | 1995 | 206 cm | 101 kg |  |
| 2  | Stati Uniti (bandiera)                               | P     | Wade Baldwin         | 1996 | 193 cm | 91 kg  |  |
| 3  | Stati Uniti (bandiera) · Turchia (bandiera)          | P     | Scottie Wilbekin     | 1993 | 188 cm | 80 kg  |  |
| 4  | Italia (bandiera)                                    | AC    | Nicolò Melli         | 1991 | 205 cm | 107 kg |  |
| 5  | Turchia (bandiera)                                   | C     | Sertaç Şanlı         | 1991 | 212 cm | 115 kg |  |
| 8  | Turchia (bandiera)                                   | G     | Ömer Ziyaettin       | 2008 | 188 cm |        |  |
| 9  | Stati Uniti (bandiera)                               | PG    | Skylar Mays          | 1997 | 191 cm | 93 kg  |  |
| 10 | Turchia (bandiera)                                   | G     | Melih Mahmutoğlu (C) | 1990 | 191 cm | 85 kg  |  |
| 11 | Stati Uniti (bandiera)                               | AG    | Nigel Hayes-Davis    | 1994 | 203 cm | 103 kg |  |
| 13 | Bosnia ed Erzegovina (bandiera) · Turchia (bandiera) | AP    | Tarik Biberović      | 2001 | 201 cm | 100 kg |  |
| 15 | Turchia (bandiera)                                   | G     | Mert Emre Ekşioğlu   | 2002 | 188 cm |        |  |
| 20 | Stati Uniti (bandiera)                               | G     | Devon Hall           | 1995 | 196 cm | 96 kg  |  |
| 21 | Canada (bandiera)                                    | AP    | Dyshawn Pierre       | 1993 | 198 cm | 104 kg |  |
| 22 | Turchia (bandiera)                                   | A     | Yiğit Hamza Mestoğlu | 2004 | 203 cm | 93 kg  |  |
| 23 | Serbia (bandiera)                                    | G     | Marko Gudurić        | 1995 | 197 cm | 91 kg  |  |
| 32 | Lettonia (bandiera)                                  | P     | Artūrs Žagars        | 2000 | 190 cm | 78 kg  |  |
| 42 | Bosnia ed Erzegovina (bandiera) · Turchia (bandiera) | AG    | Faruk Biberović      | 2005 | 204 cm |        |  |
| 44 | Angola (bandiera)                                    | C     | Jilson Bango         | 1999 | 208 cm | 94 kg  |  |
| 50 | Stati Uniti (bandiera)                               | A     | Bonzie Colson        | 1989 | 198 cm | 102 kg |  |
| 51 | Serbia (bandiera)                                    | C     | Boban Marjanović     | 1988 | 224 cm | 132 kg |  |
| 77 | Cipro (bandiera) · Turchia (bandiera)                | PG    | Erten Gazi           | 1997 | 191 cm | 93 kg  |  |
| 92 | Canada (bandiera)                                    | C     | Khem Birch           | 1992 | 205 cm | 106 kg |  |

| Allenatore |
| - Šarūnas Jasikevičius                                                                                         |
| Assistente/i                                                                                                   |
| - David García - Ertuğrul Erdoğan - Tomas Masiulis Legenda - (C) Capitano - (IN) Inattivo - Infortunato Roster |

## Mercato

### Sessione estiva
| Acquisti | Acquisti         | Acquisti         | Acquisti      | Acquisti |
| R.a      | Nome             | da               | Modalità      |          |
| -------- | ---------------- | ---------------- | ------------- | -------- |
| P        | Wade Baldwin     | Maccabi Tel Aviv | svincolato    |          |
| P        | Artūrs Žagars    | Wolves           | fine prestito |          |
| PG       | Erten Gazi       | Anadolu Efes     | svincolato    |          |
| G        | Devon Hall       | Olimpia Milano   | svincolato    |          |
| A        | Bonzie Colson    | Maccabi Tel Aviv | svincolato    |          |
| AG       | Luka Šamanić     | Utah Jazz        | svincolato    |          |
| AC       | Nicolò Melli     | Olimpia Milano   | svincolato    |          |
| C        | Khem Birch       | Girona           | svincolato    |          |
| C        | Boban Marjanović | Houston Rockets  | svincolato    |          |

| Cessioni | Cessioni            | Cessioni          | Cessioni       | Cessioni |
| R.       | Nome                | a                 | Modalità       |          |
| -------- | ------------------- | ----------------- | -------------- | -------- |
| P        | Nick Calathes       | Monaco            | fine contratto |          |
| P        | Yam Madar           | Bayern Monaco     | rescissione    |          |
| P        | Raul Neto           | Free agent        | fine contratto |          |
| G        | Şehmus Hazer        | Bahçeşehir Koleji | fine contratto |          |
| G        | Tyler Dorsey        | Olympiakos        | rescissione    |          |
| AG       | Amine Noua          | Fundación Granada | fine contratto |          |
| AG       | Nate Sestina        | Valencia          | fine contratto |          |
| AC       | Johnathan Motley    | Hapoel Tel Aviv   | fine contratto |          |
| AC       | Luka Šamanić        | Free agent        | rescissione    |          |
| C        | Giōrgos Papagiannīs | Monaco            | rescissione    |          |

### Dopo l'inizio della stagione
| Acquisti | Acquisti        | Acquisti           | Acquisti        | Acquisti               |
| R.       | Nome            | da                 | Data            | Modalità               |
| -------- | --------------- | ------------------ | --------------- | ---------------------- |
| PG       | Skylar Mays     | Minnesota T'wolves | 18 ottobre 2024 | svincolato             |
| AP       | Onuralp Bitim   | Free agent         | 8 novembre 2024 | svincolato             |
| PG       | Errick McCollum | Karşıyaka          | 10 gennaio 2025 | svincolato             |
| C        | Jilson Bango    | Saragozza          | 3 febbraio 2024 | definitivo (600.000 €) |

| Cessioni | Cessioni         | Cessioni       | Cessioni         | Cessioni    |
| R.       | Nome             | a              | Data             | Modalità    |
| -------- | ---------------- | -------------- | ---------------- | ----------- |
| AP       | Onuralp Bitim    | Bayern Monaco  | 8 novembre 2024  | prestito    |
| C        | Boban Marjanović | Zhejiang Lions | 23 dicembre 2024 | rescissione |
| G        | Erten Gazi       | Dinamo Sassari | 25 dicembre 2024 | rescissione |
| PG       | Skylar Mays      | Free agent     | 31 gennaio 2024  | rescissione |